# Oreonoma magnifica
Oreonoma magnifica là một loài bướm đêm trong họ Geometridae.